# Heimeranplatz metróállomás
A Heimeranplatz egy metróállomás Németországban, a bajor fővárosban, Münchenben a müncheni metró U4-es és U5-ös vonalán.

## Metróvonalak
Az állomást az alábbi metróvonalak érintik:
- Stammstrecke 3

## Kapcsolódó állomások
A metróállomáshoz az alábbi állomások vannak a legközelebb:
- Schwanthalerhöhe (Arabellapark, U4)
- Westendstraße (Westendstraße, U4)
- Schwanthalerhöhe (Bahnhof München-Neuperlach Süd, U5)
- Westendstraße (Laimer Platz, U5)

## Útvonal
| Vonal | Állomások |
| ----- | --- |
| U4    | Westendstraße – Heimeranplatz – Schwanthalerhöhe – Theresienwiese – Hauptbahnhof – Karlsplatz (Stachus) – Odeonsplatz – Lehel – Max-Weber-Platz – Prinzregentenplatz – Böhmerwaldplatz – Richard-Strauss-Straße – Arabellapark                                                                                  |
| U5    | Laimer Platz – Friedenheimer Straße – Westendstraße – Heimeranplatz – Schwanthalerhöhe – Theresienwiese – Hauptbahnhof – Karlsplatz (Stachus) – Odeonsplatz – Lehel – Max-Weber-Platz – Ostbahnhof – Innsbrucker Ring – Michaelibad – Quiddestraße – Neuperlach Zentrum – Therese-Giehse-Allee – Neuperlach Süd |

## Átszállási kapcsolatok
| U4 (Arabellapark ↔ Westendstraße)  |                        |
| U5 (Neuperlach Süd ↔ Laimer Platz) |                        |
| Állomás                            | Átszállási kapcsolatok |
| Heimeranplatz                      | , 62 , 63 , 130        |